# Marius Niculae
Marius Constantin Niculae (* 16. Mai 1981 in Bukarest) ist ein ehemaliger rumänischer Fußballspieler. Er bestritt insgesamt 380 Spiele in der rumänischen Liga 1, der portugiesischen Primeira Liga, der belgischen Pro League, der deutschen Bundesliga, der schottischen Premier League, der griechischen Super League, der chinesischen Super League und der ukrainischen Premjer-Liha. Im Jahr 2000 gewann er mit Dinamo Bukarest die rumänische, im Jahr 2002 mit Sporting Lissabon die portugiesische Meisterschaft. Als Nationalspieler nahm er an der Europameisterschaft 2008 teil.

## Vereinskarriere
Niculae bestritt bereits am 22. November 1996 im Alter von 15 Jahren gegen FC Farul Constanța sein erstes Meisterschaftsspiel in der Divizia A für Dinamo Bukarest. Für seinen Verein erzielte er 43 Tore in 100 Ligaspielen, bevor er im Jahr 2001 für eine Ablöse von rund neun Millionen US-Dollar zum portugiesischen Topklub Sporting Lissabon wechselte. Mit diesem wurde er 2002 portugiesischer Meister und unterlag 2005 im eigenen Stadion im Endspiel um den UEFA-Pokal ZSKA Moskau 1:3. Niculae wurde im Finale in der Schlussphase eingewechselt.
2005 wechselte der Stürmer ablösefrei zum belgischen Verein Standard Lüttich. Sein 2006 auslaufender Vertrag wurde nicht verlängert, bis Dezember 2006 war er vereinslos. Der 1. FSV Mainz 05 nahm Niculae bis Juni 2007 unter Vertrag. Nach dem Abstieg des Vereins in die 2. Bundesliga unterschrieb Niculae am 17. Juli 2007 bei Inverness Caledonian Thistle in der Scottish Premier League einen neuen Vertrag für die Saison 2007/08.
Im Juli 2008 wechselte Niculae wieder zu Dinamo Bukarest. Dort fand er in der Saison 2008/09 mit zwölf Treffern seine Torgefährlichkeit wieder und belegte mit seinem Klub den dritten Rang. In der folgenden Spielzeit wurden mit einem sechsten Platz die Erwartungen nicht erfüllt. In der Winterpause 2010/11 wurde er für ein halbes Jahr an AO Kavala in die griechische Super League ausgeliehen. Daraufhin kehrte er zu Dinamo zurück. Dort gewann er im Jahr 2012 zum dritten Mal den rumänischen Pokal. Anschließend wechselte er zum amtierenden Vizemeister FC Vaslui. Diesen verließ er in der Winterpause bereits wieder und ging zu Shandong Luneng Taishan nach China. Ein halbes Jahr später zog es ihn zum ukrainischen Klub FC Hoverla-Zakarpattya Uschhorod.
Im Sommer 2014 wechselte er zum türkischen Zweitligisten Şanlıurfaspor, den er jedoch bereits im August 2014 wieder verließ. Anfang 2015 nahm ihn erneut Dinamo Bukarest unter Vertrag. Dort wurde sein Vertrag im Sommer 2015 nicht mehr verlängert. Nachdem er keinen neuen Klub mehr gefunden hatte, beendete Niculae seine Laufbahn.

## Nationalmannschaft
Niculae debütierte am 2. Februar 2000 gegen Lettland in der rumänischen Nationalmannschaft. Nach 18 Länderspielen und zehn Toren wurde Niculaes Karriere im November 2001 durch einen Kreuzbandriss erstmals aufgehalten. Später folgte ein Fußbruch, sodass der ehemalige Jungstar seither nur noch sporadisch in der Nationalmannschaft eingesetzt wurde. Für die rumänische U-21-Nationalmannschaft erzielte er vier Tore in 21 Spielen.

## Erfolge

### Verein
Dinamo Bukarest
- Rumänischer Meister: 2000
- Rumänischer Pokalsieger: 2000, 2001, 2012
- Rumänischer Supercupsieger: 2012

Sporting Lissabon
- Portugiesischer Meister: 2002
- Portugiesischer Pokalsieger: 2002
- Portugiesischer Supercupsieger: 2002
- UEFA-Pokal-Finalist: 2005

### Auszeichnungen
- Torschützenkönig der Divizia A: 2000/01 (20 Tore)

## Verwandtschaft
Marius ist der Sohn von Constantin Niculae (* 1955), der 1981 in Debrecen Europameister und in Maastricht Vizeweltmeister im Judo wurde und heute als Judotrainer arbeitet.